# Raquel Andueza
Raquel Andueza Soto (Pamplona, 6 de desembre de 1980) es una cantant, soprano de projecció internacional i gestora cultural navarressa.
Becada pel Govern de Navarra i l'Ajuntament de Londres, amplia estudis a la Guildhall School of Music and Drama de Londres, on obté el Bachelor of Music amb menció honorífica i també rep el premi School Singing Prize. Ha actuat en els principals festivals i auditoris de tot el món, debutant en l'any 2012 al Carnegie Hall de Nova York i en els Proms de Londres. Ha col·laborat assíduament amb diverses formacions, com La Colombina, L'Arpeggiata, Orquesta Barroca de Sevilla, Orquesta Barroca de Granada, Gli Incogniti, La Tempestad, Al Ayre Español, El Concierto Español, Private Musicke, La Real Cámara, Hippocampus, Íliber Ensemble, B'Rock, Orphénica Lyra.
Més enllà de la seva activitat com a cantant i soprano, des del 2020 es va posar al capdavant de la direcció artística del event cultural de la Setmana de Música Antiga d'Estella/Lizarra, organitzat conjuntament per la Direcció General de Cultura del Govern de Navarra i la Fundación Baluarte.